# فلافونيد
الفلافونويد (بالإنجليزية: Flavonoid «فلَافونويد»؛ من الإغريقية: flavus، اللّون الأصفر) هي مجموعة مركبات عضوية قابلة للانحلال في الماء، ينتجها الاستقلاب الثّانوي للنبات، وتنتمي لفئة متعددات الفينول. تلعب هذه المركبات أدوراً متعددة في النباتات، فهي مثلا تقوم بحمايتها من التأثير الضار للأشعة فوق البنفسجية والطفيليات، ومنها أيضا مركبات الأنتوسيان وهي تشكل خضاب بعض الأزهار والفواكه.
وقعت البرهنة على أن للفلافونويد الغذائية مفعول مضاد للتأكسد ومضاد للجذور الحرّة بجرعات معينة. غير أن دورها الصيدلاني في الوقاية من أمراض القلب والأوعية والسرطان، وكذلك علاجها، لايزال موضع جدال وأبحاث مكثفة.
تستعمل الفلافونويد كمؤشرات قوية في مجال التصنيف الكيميائي للنبات. كما أن لها تطبيقات عديدة، فمنها ما تستغل كملونات غذائية، وفي التغذية تعمل ك فيتوكيميكال ، أو في البيولوجيا الجزيئية كأدوات خضب لدراسة التعبير الجيني. والفلافونيدات هي صبغات نباتية تذوب في الماء، وهي مسئولة عن ألوان الأزهار والفواكه وأحياناً بعض الأوراق. وألوانها متعددة فقد تكون صفراء أو برتقالية أو بنفسجية أو زرقاء أو حمراء وتعرف هذه الألوان بالأنثوسيانينز Anthocyanins .

## الكيمياء

نواة 2-فينيل 4،1-بنزوپيران

للفلافونويد بنية كيميائية عامة في شكل هيكل كربوني على النموذج: C6-C3-C6 ويحمل اسم نواة «فينيل بنزوپيران» phenylbenzopyran. وحسب موضع التحام الحلقة الأروماتية (الفينيل) على شطر البنزوپيران تنقسم هذه المركبات إلى ثلاثة أقسام:
- على الكربون رقم 2 : الفلافونويد (flavonoids (2-benzopyrans
- على الكربون رقم 3 : الإيزوفلافونويد (isoflavonoids (3-benzopyrans
- على الكربون رقم 4 : النيوفلافونويد (neoflavonoids (4-benzopyrans

لقد توصل العلماء منذ عام 1926م إلى حوالي 4000 نوع من الفلافونيدات Flavonoids وقد عرف عن هذه المركبات الكيميائية النباتية أنها المسئولة عن الألوان في الفواكه والحبوب والبذور والخضروات مثل التوت والفراولة والعنب والبرتقال والليمون وليمون الجنه (جريب فروت) والفلفل الأحمر والطماطم والباذنجان والبرقوق والجوز والباسله والماش والفاصوليا الحمراء والسوداء والكاكاو والقهوة والجزر والفجل والعدس. ويقول العلماء أن معظم التأثيرات العلاجية للأعشاب الطبية يعود إلى وجود هذه المواد.
نعود إلى تأثير الفلافونيدات كقوة علاجية، لقد أثبتت مئات الدراسات التي أجريت على الفلافونيدات أنها تملك قدرات كبيرة، حيث تعمل مضادات للالتهاب وللهستامين وللفيروسات وللأكسدة، ولهذا فهي تستعمل في منع أو علاج أمراض عديدة.
وفي السنوات الأخيرة شد انتباه العلماء خواص الفلافونيدات المضادة للأكسدة، لاسيما أنه وجد أنه كثيراً من هذه المركبات ظهرت أكثر فعالية من مضادات الأكسدة المعروفة مثل فيتامين ه وفيتامين ج، كما وجد أن لها تأثيراً قوياً على حماية البروتينات الدهنية المنخفضة الكثافة من الأكسدة وخفض مستوى الكوليسترول ما يمثل حماية إضافية ضد الإصابة بأمراض القلب.
الفلافونيدات التي تمت دراستها دراسة دقيقة هي كويرستين Quercetin والروتين Rutin، ونارينجين Naringin وهيسبريدين Hesperidin وجينسيتين Ginistin ، وبيكالين Baicalin وبيكنوجينول Pycnogenole ، وكاتيشين Catechine ، والبيوفلافونيدات المركبة Bioflavonoids Compley.
لقد أوضحت الدراسات التي أجراها كل من دكتور شيشان نداسوامي ودكتور اليوت ميدلتون مدى فعالية مختلف الفلافونيدات في الوقاية من مختلف أنواع السرطانات وعلاجها، وهذه الدراسات التي شملت السرطانات المقاومة للعلاج الكيماوي قد أجريت على الخلايا المزروعة مخبرياً في أطباق وعلى الكائنات الحية.

## فوائد عامة
هناك نوع من الفلافونيدات يسمى بروأنثوسيانيدين حظي باهتمام العلماء واستخدم في كثير من الأبحاث التي أجريت على البروأنثوسيانيدين مركب بيكنوجينول وهذا المركب يحتوي على البروأثنوسيانيدين، وكذلك الفلافونيدات النباتية المرتبطة بهذا المركب والمستخلصة من لحاء شجرة الصنوبر أكثر من خلاصة بذور العنب الذي يحتوي على هذا النوع من الفلافونيدات، وركزت الأبحاث على قدرة هذه المواد على العمل بوصفها مضادات للأكسدة، وعلى تأثيرها المفيد في كثير من اضطرابات الدورة الدموية، كما أن التجارب السريرية (الأكلينيكية) التي أجريت على الإنسان أثبتت أن الفلافونيدات تمنع النزيف من الأطراف أو من الفتحات الطبيعية، وتمنع تورم الساقين نتيجة لاحتجاز الماء في الجسم، كما أنها تقي من اعتلال الشبكية المصاحب للداء السكري وتقي كذلك من ارتفاع ضغط الدم.
لقد سجل الباحثون نجاحاً كبيراً في استخدام الفلافونيدات في علاج دوالي الساقين وتقلصات عضلات الساق واضطرابات أخرى ناتجة عن نقص تدفق الدم، وأجريت كذلك بحوثاً كثيرة على قدرة الفلافونيدات ونشاطها المضاد للفيروسات وبالأخص الفيروسات المسببة لشلل الأطفال، والالتهاب الكبدي والهربس والإنفلونزا والفيروس المسبب لسرطان الدم في الخلايا اللمفاوية (T) والفيروس المسبب لمرض نقص المناعة المكتسب، كما اكتشف أن مادة أو مركب البيكالين والكويرستين يمنعان انقسام فيروس الإيدز بنسبة 100%.
ومن المدهش أن نعرف أن كثيراً من الأعشاب الطبية التي سبق أن استخدمت لعدة قرون مضت تحتوي على مستويات عالية من مركبات الفلافونيدات والمثل على ذلك نبات طبي شائع في اليابان يسمى شوسايكوتو يستخدم في علاج أمراض الكبد المزمنة، وعندما اختبره الباحثون للتأكد فعلاً من قدرته على إيقاف نمو الخلايا السرطانية اكتشفوا أن خليطاً من الأعشاب يعمل على إيقاف نمو السرطان بطريقة من عمل كل عشب على حدة، وهذا بالفعل التأثير التوافقي للفلافونيدات.
إن بعض الفلافونيدات التي تؤدي دور الاستروجين النباتي لا ترفع مستوى الإستروجين كما يوحي بذلك هذا الاسم، ولكنها تعمل على مزيد من التوازن بين الإستروجين المفيد والإستروجين الضار وذلك بمساعدة أجسامنا على التمثيل الغذائي للإستروجين السيئ، حيث إن الزيادة في الإستروجين السيئ وهو «الإستراديول» قد تسبب في حدوث سرطان الثدي وسرطان البروستاتا ومتلازمة أعراض سن اليأس ومتلازمة ما قبل الطمث والتحوصل الليفي بالثدي وانتشار الغشاء المخاطي للرحم خارجة، وربما يتسبب في العديد من الاضطرابات المرتبطة بالهرمونات، إن الفلافونيدات تساعد الجسم على تحويل الاستراديول إلى إستيريول والذي يعد صورة آمنة من الإستروجين، كما يعد الإستيريول هو الصورة المفضلة من الإستروجين الذي يستخدم في أوروبا في العلاج الهرموني البديل.

## الفلافونيدات وأمراض القلب
الفلافونيدات وأمراض القلب:
في دراسة هولندية أجريت لفحص عادات تناول الطعام لدى 805 من الأشخاص الذين تتراوح أعمارهم بين 65 إلى 84 وجد أن احتمال إصابة الأشخاص الذين تناولوا الكثير من الأغذية الغنية بالفلافونيدات ما يعادل 4 أكواب شاي، وتفاحة و8/1 فنجان بصل في اليوم بأمراض القلب كان أقل بمقدار النصف عن أولئك الذين لم يتناولوا هذه الأغذية، وأن نسبة الوفيات بسبب هذه الأمراض كانت أقل بنسبة الثلث.
في دراسة أخرى، وجد الباحثون الفلنديون أن الأشخاص الذين قل مقدار تناولهم من الفلافونويدات لفترة 25 عاماً، ارتفعت لديهم خطورة الإصابة بأمراض القلب.
ويرجع الفضل في هذه الفوائد إلى مركب الكويرستين، أحد أقوى الفلافونيدات حيث يعتبر هذا المركب مضاد أكسدة أقوى من فيتامين ه الذي يعرف بدوره في الوقاية من أمراض القلب، وليست فقط الوظائف المضادة للأكسدة هي التي تجعل الفلافونيدات توفر كل هذا القدر من الوقاية، كما يقول الدكتور فولتس، حيث تؤكد الدلائل أن هذه المركبات تعمل كغطاء مانع وغير لاصق في مجرى الدم يمنع الصفائح الدموية في الدم التي تسبب التجلط من الالتصاق بجدران الشرايين والعمل على انسدادها.
لقد أثبتت الفلافونويدات في الحقيقة أنها أفضل من الإسبرين في منع التجلط، كما يقول الدكتور فولتس فعندما يتعرض الأشخاص لضغوط كبيرة، يرتفع مستوى الأدرينالين، ما يجعل الأسبرين أقل فعالية وتأثيراً، ولكن لا تسري هذه القاعدة مع الفلافونويدات، في إحدى الدراسات، قام دكتور فولتس وزملاؤه بأعطاء مجموعة من القردة الأسبرين، ثم أعطوها جرعة من هرمون الأدرينالين ويقيناً بدأ دم القردة في التجلط، ولكن عندما أعطوا القردة مكملات الفلافونيدات بدلاً من الأسبرين، استمر الدم في التدفق بسلاسة حتى عندما كانت تعاني توتراً وضغطاً، علاوة على ذلك، فإن الفلافونويدات لا تزعج المعدة بالطريقة التي يفعلها الأسبرين

## الفلافونيدات وأمراض الكبد
تستخدم الفلافونيدات على نطاق واسع في الدول الأوروبية حيث تتمتع بشعبية عالية على سبيل المثال تستخدم العيادات الطبية الأوروبية السيليمارين بشكل شائع وهو إحدى الفلافونيدات الموجودة في أنواع معينة من الخرشوف، لعلاج اضطرابات الكبد المتعلقة بالكحوليات، فلقد وجد الباحثون أن جرعات عالية من السيليمارين يمكن أن تقلل من معدل الوفيات من جراء تعاطي جرعات عالية من الكحوليات التي تسبب تليف الكبد بمقدار النصف.
إضافة إلى ذلك فقد وجد العلماء في هولندا إن إعطاء جرعات كبيرة من مركب السيليمارين للحيوانات قبل الجراحة يمكن أن يزيل أي تلف في الكبد قد ينتج عن منع فقدان الأكسجين أثناء إجراء الجراحة، وعليه فقد سمي هذا المركب «إكسير الكبد».

## الفلافونيدات والسرطانات
الفلافونيدات والسرطان:
إن الشقوق الحرة تتلف الحمض النووي DNA وهي المادة الجينية داخل الخلايا التي تحدد كيفية أدائها لوظائفها، وهذا التلف يمكن أن يؤدي إلى الإصابة بالسرطان، وحيث أن الفلافونيدات تثبط الشقوق الحرة وتعوقها، ولذا فهي تساعد على الوقاية من السرطان، يبدو أن بعض الفلافونيدات وبالأخص السيليمارين والتانجرتين تلعب دوراً في الوقاية من السرطان.
ما المصادر الطبيعية الغذائية للفلافونيدات؟
تشمل أغنى مصادر الفلافونيدات البصل والكرنب والفاصوليا الخضراء والبروكلي والهندباء البرية والكرفس والعنب والبرقوق والليمون والبرتقال واليوسفي والجريب فروت والشاي الأخضر والخس وعصير الطماطم والفلفل الأحمر والفلفل الحلو والفراولة والفول والتفاح والعنب وعصيرات العنب والباسله والماش وفول الصويا والجوز، والكركم.
ما المكملات الغذائية المتوافرة من الفلافونيدات في الأسواق التجارية؟
يوجد عدة مستحضرات من أهمها الآتي:
- الكوركومين وهو المركب الرئيسي في جذمور الكركم والذي يؤخذ بجرعات ما بين 500 و1500 مجم يومياً لعلاج الحساسية والتهاب المفاصل والربو والالتهابات.
- بيكنوجينول بروأنثوسيانيدين: يؤخذ بجرعات ما بين 50 و100 مجم يومياً لعلاج اضطرابات الدورة الدموية التي تشمل التهابات الأوردة ودوالي الساقين وكذلك الكدمات.
- بيوفلافونيدات المركب: الذي يحتوي على مركب الروتين والهيسبريدين، يؤخذ بجرعات ما بين 1000-5000 مجم يومياً لعلاج مشاكل الدورة الدموية ودوالي الساقين.
- جينستين: ويؤخذ بجرعات ما بين 4000 و6000 مجم يومياً للوقاية من السرطان وبالأخص سرطان الثدي والبروستاتا واختلاف الهورمونات.
- كيراستين: ويؤخذ بمعدل 500-1500 مجم يومياً لعلاج العدوى الفيروسية.
مع العلم أنه لا توجد أضرار جانبية لهذه المكملات.

## اقرأ أيضا
- فيتوكيميكال
- تغذية
- مغذي أصغر
- فلافون
- بوليفينول